# Émetteur de Saint-Gouéno
48° 18′ 20″ N, 2° 32′ 59″ O

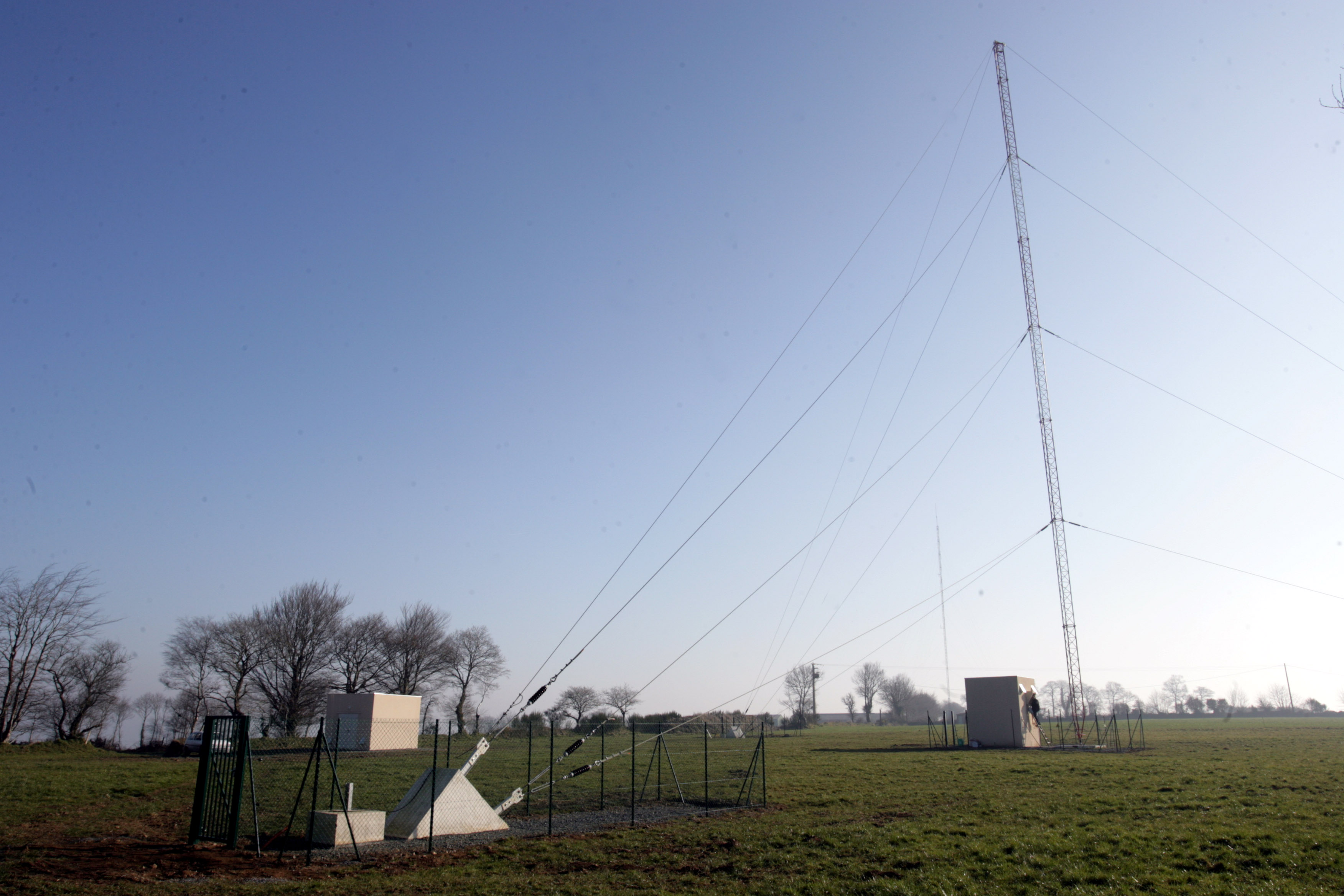
Le pylône du centre émetteur ondes moyennes de Littoral AM

L’émetteur de Saint-Gouéno est implanté au cœur des monts du Mené, à 307 m d'altitude, à 3,2 km au nord-ouest du mont Bel-Air qui culmine à 339 mètres. Situé à une trentaine de kilomètres de Saint-Brieuc, dans le sud du département des Côtes-d'Armor, le centre émetteur de St-Gouéno-Tombalon diffuse en ondes moyennes sur une partie de la Bretagne.
Après la tempête Doris du 23 février 2017, l'émetteur est tombé en panne pendant environ 4 mois.
Le centre émetteur a été construit entre février 2005 et janvier 2008.
Il diffuse aujourd'hui sur les ondes AM du 1593 kHz le programme de Bretagne 5 depuis le 21 juin 2015.